# Салават (станция)
Салава́т — железнодорожная станция Башкирского региона Куйбышевской железной дороги в городе Салавате Республики Башкортостан. Открыта в 1951 году, в связи строительством вышеназванного города Салавата. Железнодорожный вокзал на станции открыт в 1956 году. Станция грузо-пассажирская и относится ко второму классу. 

## Поезда дальнего следования
По состоянию на ноябрь 2021 года движение поездов дальнего следования по станции Салават отсутствует.
Движение пассажирских поездов 381/382 сообщением Уфа-Ташкент и 371/372 сообщением Уфа-Андижан отменено в марте 2020 года решением Узбекских железных дорог в связи с угрозой распространения коронавируса. По настоящее время курсирование поездов не возобновлено.

### Круглогодичное движение поездов
| № поезда | Маршрут движения | № поезда | Маршрут движения |
| -------- | ---------------- | -------- | ---------------- |
| 381/382  | Уфа — Ташкент    | 381/382  | Ташкент — Уфа    |

### Сезонное движение поездов
| № поезда | Маршрут движения | № поезда | Маршрут движения |
| -------- | ---------------- | -------- | ---------------- |
| 371/372  | Уфа — Андижан    | 381/382  | Андижан — Уфа    |

В прошлом объём движения поездов дальнего следовании по станции Салават был значительно больше. Через станцию курсировали следующие поезда:
| Поезд | Сообщение                  | Дни курсирования            |
| ----- | -------------------------- | --------------------------- |
| 607Й  | Кумертау — Учалы           | С 2007 года отменён         |
| 608Й  | Учалы — Кумертау           | С 2007 года отменён         |
| -     | Уфа — Оренбург             | С 2010 года отменён         |
| -     | Оренбург — Уфа             | С 2010 года отменён         |
| -     | Кумертау — Москва          | С 24.05.2012 отменён        |
| -     | Москва — Кумертау          | С 24.05.2012 отменён        |
| -     | Кумертау — Санкт-Петербург | С 10.2011 отменён           |
| -     | Кумертау-Нижневартовск     | С 24.05.2012 отменён        |
| -     | Кумертау — Новый Уренгой   | С 24.05.2012 отменён        |
| 610Й  | Ульяновск — Ташкент        | С 2016 года отменён         |
| 381Ь  | Ташкент — Ульяновск        | С 2016 года отменён         |
| 582   | Уфа - Оренбург             | Только 4 июля 2018 года     |
| 581   | Оренбург - Уфа             | Только 4 сентября 2018 года |

## Пригородные поезда
Станция Салават является промежуточной для всех пригородных поездов. Скорые пригородные поезда Уфа-Кумертау и Уфа-Оренбург имеют по станции Салават стоянку длительностью в 1 минуту. По состоянию на ноябрь 2021 года пригородное сообщение осуществляется рельсовыми автобусами РА1, РА2 и РА3 по следующим направлениям:
- Стерлитамак — Кумертау (ежедневно, 1 пара поездов) (в декабре 2023 отменён)
- Уфа — Кумертау (ежедневно, 1 пара поездов) (продлён до Оренбурга)
- Уфа — Оренбург (ежедневно, 1 пара поездов)

3 апреля 2021 года было запущено ежедневное движение скорого пригородного поезда РА3 "Орлан" по маршруту Кумертау-Уфа (с остановками в Мелеузе, Салавате, Стерлитамаке и Дёме). Полное время в пути составляет около 4 часов, участок Салават-Уфа поезд проезжает примерно за 2 часа 45 минут, что сопоставимо с временем следования междугородних автобусов. Расписание составлено с учётом утреннего прибытия в Уфу и вечернего отправления из столицы Башкортостана. 12 июня 2021 года была назначена вторая пара скорых "Орланов" по маршруту Уфа-Кумертау с вечерним прибытием и утренним отправлением из Уфы.
27 сентября 2021 года было открыто регулярное движение скорых пригородных поездов РА3 "Орлан" по межрегиональному маршруту Уфа-Оренбург (с остановками в Дёме, Карламане, Стерлитамаке, Салавате, Мелеузе и Кумертау). Поезд находится в пути около шести часов, участок Уфа-Салават преодолевает в среднем за 2 часа 45 минут. Из Уфы скорый поезд отправляется утром, прибывает обратно в столицу Башкортостана вечером. С вводом в график поезда Уфа-Оренбург назначенная 12 июня пара поездов Уфа-Кумертау выведена из графика.
Текущее расписание пригородных поездов по станции Салават можно посмотреть здесь:
- Расписание пригородных поездов. Яндекс.Расписания.

## Железнодорожный вокзал
Вокзал станции Салават относится к 3 классу и представляет собой 2-х-этажное здание. Годы строительства: 1953—1957 гг. Вокзал был построен по индивидуальному проекту архитектора Павла Николаевича Рагулина (1907—1991). До 1961 года на вокзале находились кассы автовокзала и железнодорожные кассы, с привокзальной площади вокзала отправлялись рейсовые автобусы. Площадь застройки по наружному периметру 842 м2; рабочая площадь 337,5 м2; полезная площадь 494,5 м2. Объем здания 905.9 м3. Расчетная вместимость вокзала (в том числе дальних, пригородных) по проекту 100 человек.
Вокзал очень интересен лепниной на стенах здания которые были выполнены скульпторами Александром Шутовым и Колодяжным Владимиром Павловичем. Очень привлекателен зимний сад расположенный в кассовом зале и большие картины художников 50-х годов.
На первом этаже вокзала располагается вестибюль, кассовый зал и зал ожидания. В пассажирском зале ожидания расположен выход на второй этаж, диваны для ожидания поезда, туалетная комната, детский уголок, автоматическая камера хранения, бытовое помещение сотрудников вокзала. В вестибюле расположены: комната охраны, помещение дежурного помощника начальника вокзала, справочное бюро, диваны для ожидания поезда, банкомат ВТБ, справочный терминал, пост охраны. В вестибюле также имеются расписание пассажирских и пригородных поездов, выписка из правил перевозок пассажиров и багажа по железным дорогам. В кассовом зале располагается касса по продаже билетов на поезда дальнего следования, справочный терминал для маломобильных групп населения, диваны для ожидания очереди в кассу, зимний сад.
Потолки залов ожидания отделаны архитектурной лепниной. На фасаде здания находятся барельефы, содержащие трудовую тематику 50-х годов.  на втором этаже две комнаты отдыха, кабинет начальника вокзала и комната для хранения белья. В зале установлены 10 диванов на сорок посадочных мест.
На втором этаже вокзала комнаты длительного отдыха для пассажиров (две комнаты на шесть коек), площадью 45 м2, кабинет начальника вокзала, служебные помещения. Для удобства пассажиров при пользовании железнодорожным транспортом вокзал ст. Салават располагает комплексом сооружений и обустройств, в который входят:
- здание вокзала,
- пассажирская платформа,
- ряд сооружений служебно-технического назначения.

На вокзале станции Салават для удобной и безопасной посадки пассажиров имеется перрон, протяжённостью 400 метров и шириной 5,5 метров, общей площадью 2200 м2
В 2019-2020 гг. проведён текущий ремонт вокзала. Отремонтирован фасад, крыша, выполнен косметический ремонт внутри здания, установлены информационные указатели на русском и английском языке. В рамках недопущения распространения новой коронавирусной инфекции на вокзале установлен бесконтактный санитайзер для обработки рук, установки по очищению и обеззараживанию воздуха, нанесена социальная разметка.

## Сервис на вокзале
- Продажа билетов на поезда дальнего следования, на скорые пригородные поезда "Орлан" Уфа - Оренбург - Уфа
- Справочное бюро: получения справочной информации, получения письменной справки, звонок по городскому телефону, вызов такси
- Банкомат ВТБ
- Автоматическая камера хранения
- Комнаты (гостиничного типа) длительного отдыха на 5 мест
- Комната матери и ребёнка
- Душевая комната
- Бесплатная подзарядка мобильных устройств
- Бесплатное пользование туалетной комнатой

## Комнаты длительного отдыха
На 2 этаже вокзала расположена комната длительного отдыха. Комната отдыха включает в себя 2 номера на 5 мест. Один двухместный номер, один трёхместный номер. 

## Безбарьерная среда
В рамках программы ОАО РЖД для улучшения обслуживания маломобильных групп населения, на вокзале станции Салават были установлены пандусы для лёгкого доступа в вокзал и подъёма на пассажирскую платформу, также билетная касса №1 была оборудована низким окошком для удобного пользования. В кассовом зале вокзала станции Салават, был установлен справочный терминал по расписанию поездов и наличию билетов, на небольшой высоте, для лёгкого доступа маломобильных групп населения.

## Грузовые операции станции
- Приём и выдача повагонных отправок грузов, допускаемых к хранению на открытых площадках станций.
- Приём и выдача грузов повагонными и мелкими отправками, загружаемых целыми вагонами, только на подъездных путях и местах необщего пользования.
- Приём и выдача повагонных отправок грузов, требующих хранения в крытых складах станций.
- Приём и выдача грузов в универсальных контейнерах транспорта массой брутто 3 и 5 т на станциях.
- Приём и выдача грузов в универсальных контейнерах транспорта массой брутто 20 т на станциях.
- Приём и выдача мелких отправок грузов, допускаемых к хранению на открытых площадках станций
- Приём и выдача грузов в универсальных контейнерах транспорта массой брутто 30 т на станциях.

## Безопасность пассажиров
- Для безопасности пассажиров станция Салават оборудована пешеходным мостом и путепроводом.
- Для безопасности пассажиров, в здании вокзала установлены два металлодетектора фирмы «Рубикон»
- Вокзал охраняется сотрудниками ЧОП "РЖД Охрана"

## Поезда специального назначения, побывавшие на станции
- Ретро-поезд Победы.
- Передвижной выставочно-лекционный комплекс ОАО «РЖД».
- Агитпоезд ЛДПР.
- 12.02.2020 - отправление первого ускоренного контейнерного поезда в Финляндию
- 01.08.2023 - 02.08.2023 - передвижная иммерсивная выставка "Поезд Победы"

## Проекты
- Железнодорожный вокзал станции Салават включён в список вокзалов, которые должны были модернизацию по программе до 2015 года.
- По итогам конференции в г. Ярославле подписано соглашение о создании в г. Салавате на базе железнодорожного вокзала современного транспортно-пересадочного узла.

## Фотогалерея

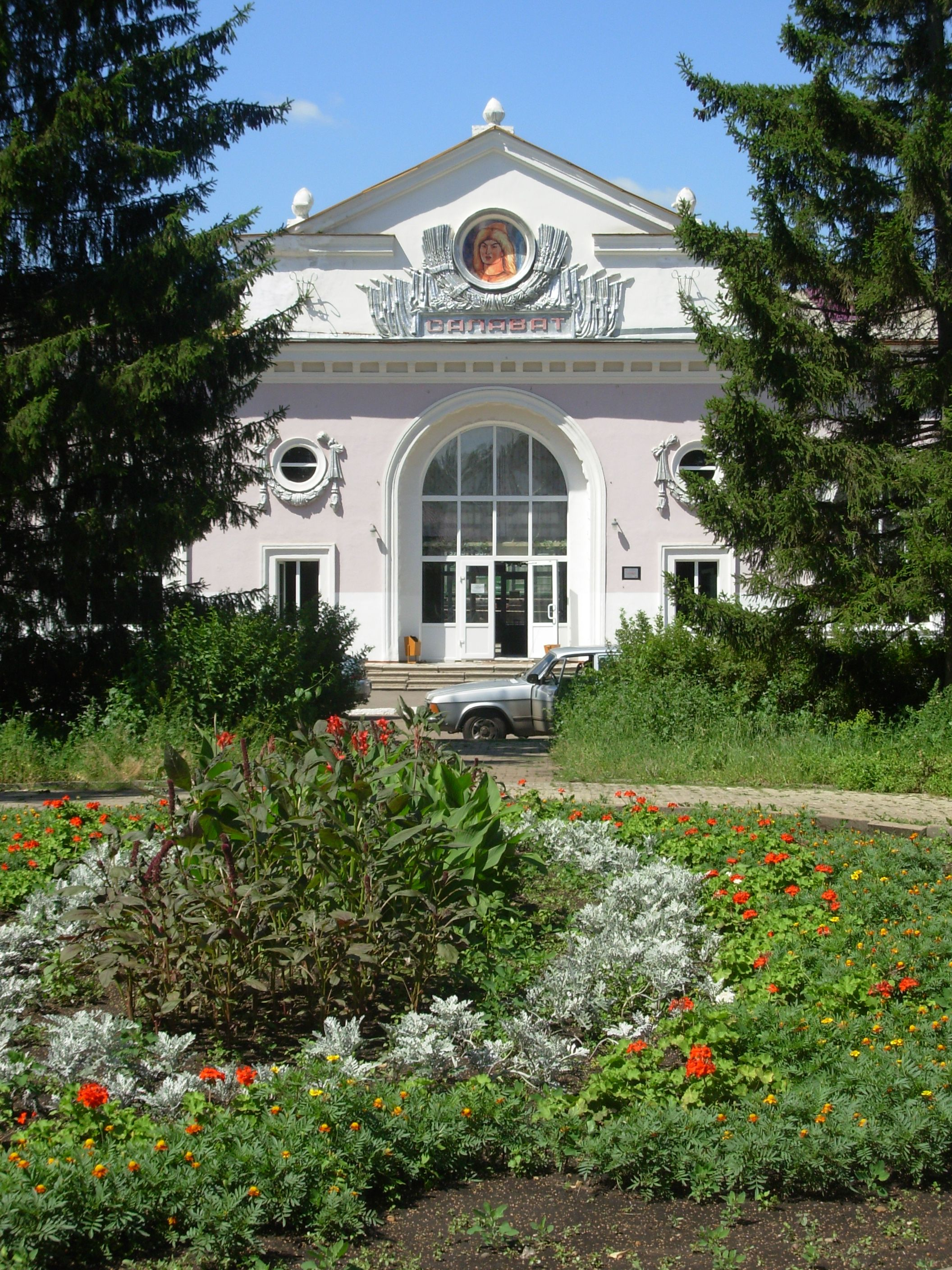
Железнодорожный вокзал в Салавате
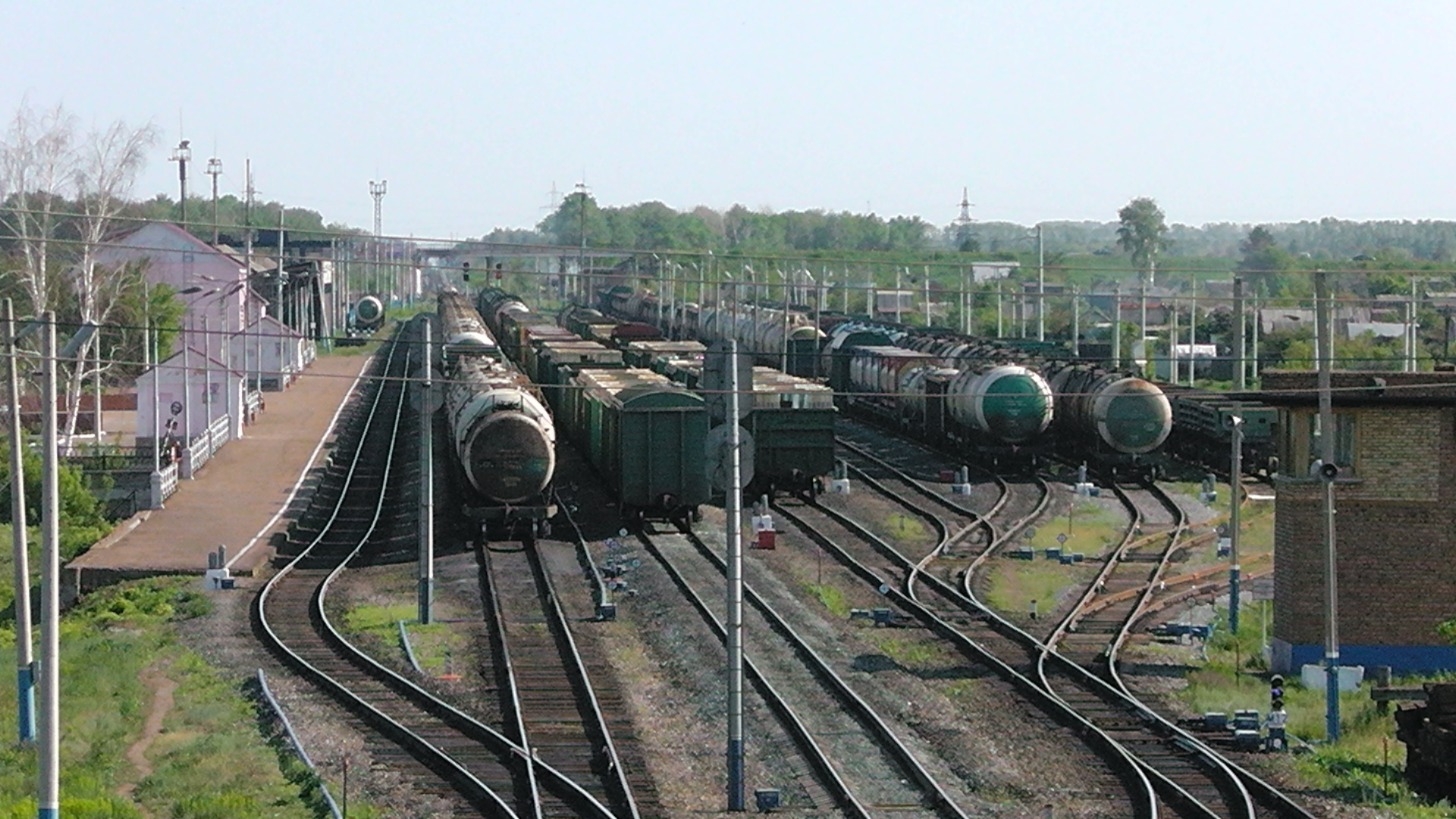
Вид с пешеходного моста на станцию
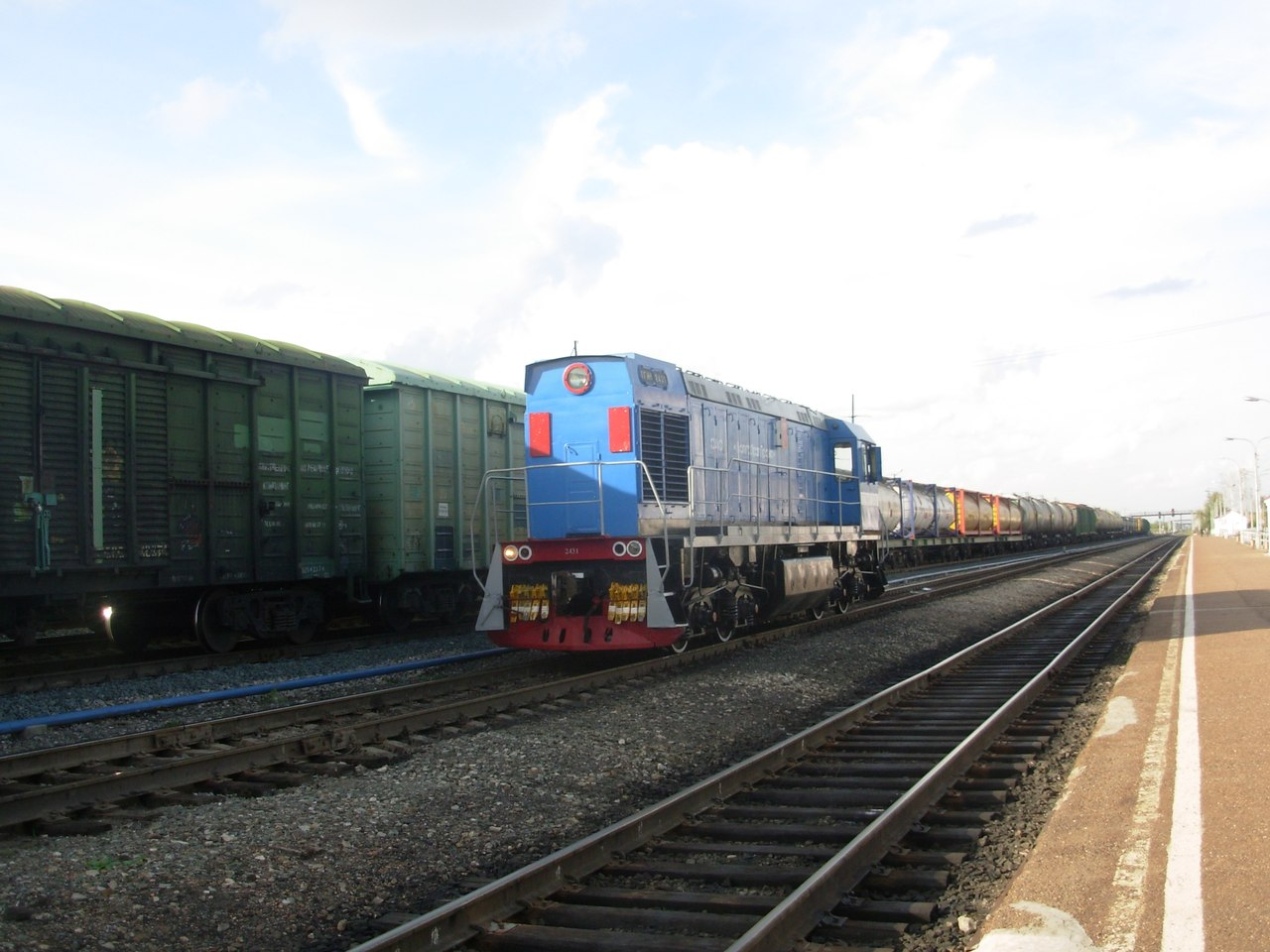
Маневровый тепловоз на станции Салават
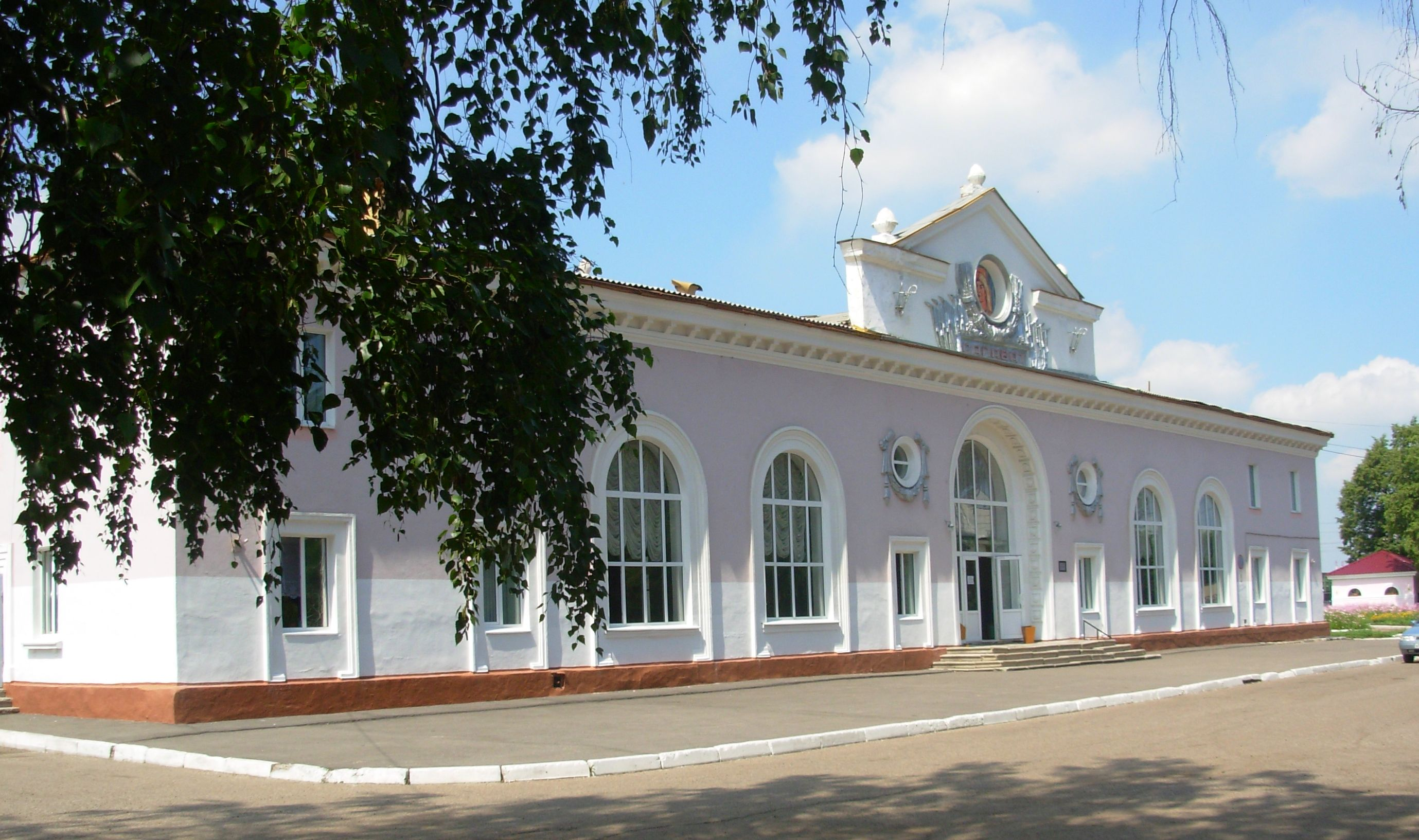
Железнодорожный вокзал в Салавате
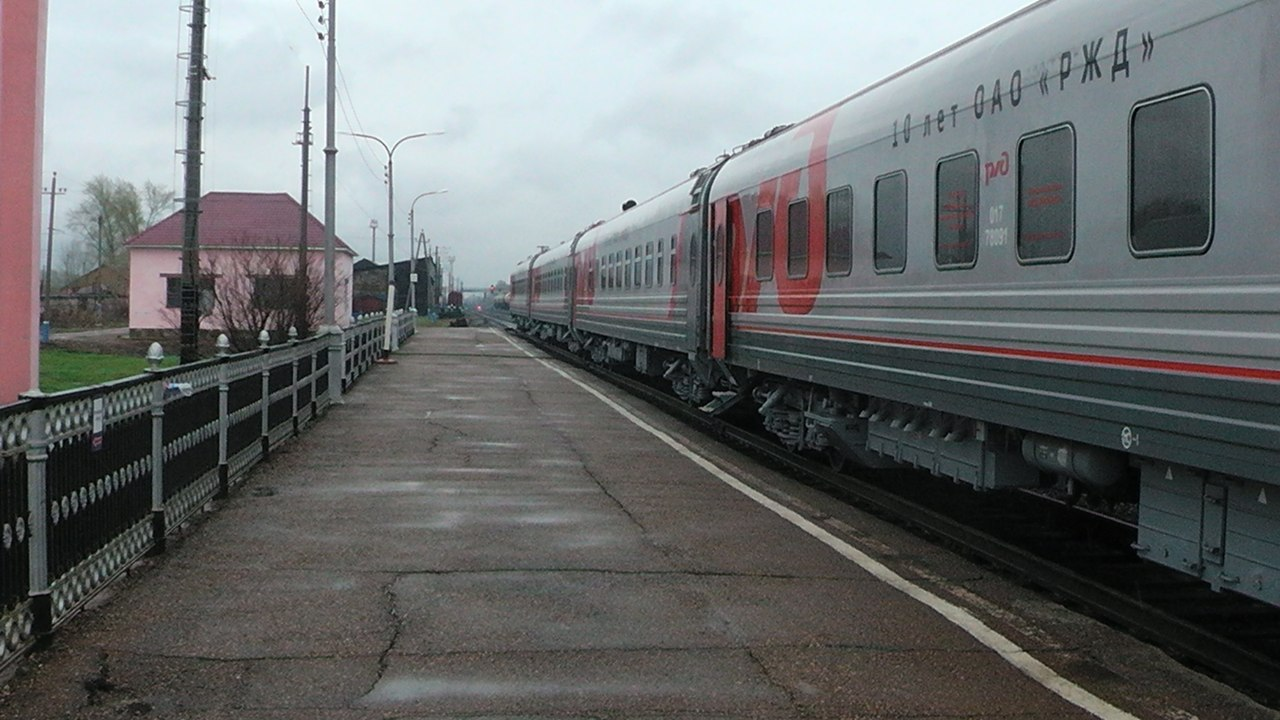
Передвижной выставочно-лекционный комплекс ОАО "РЖД" на станции Салават
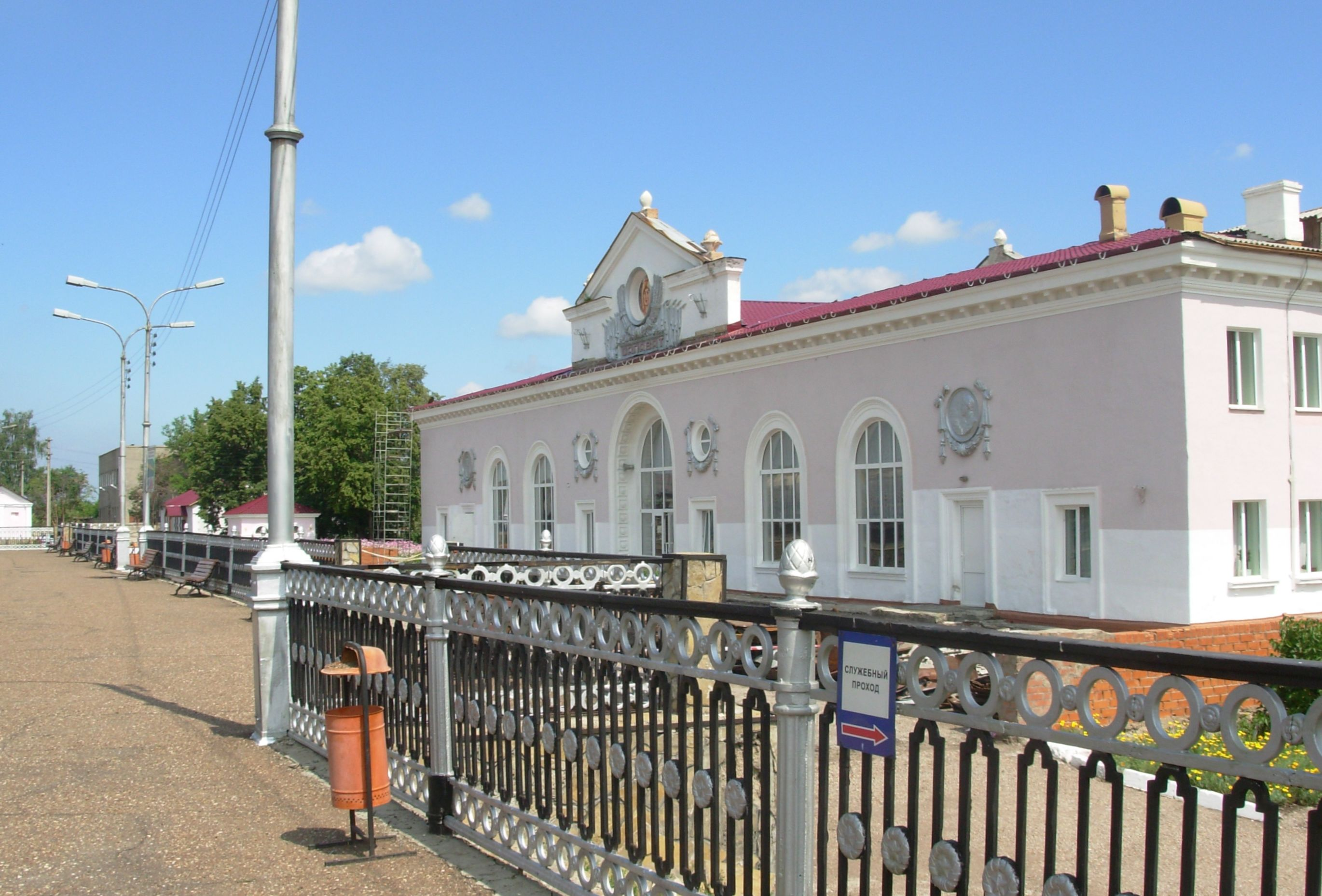
Железнодорожный вокзал в Салавате
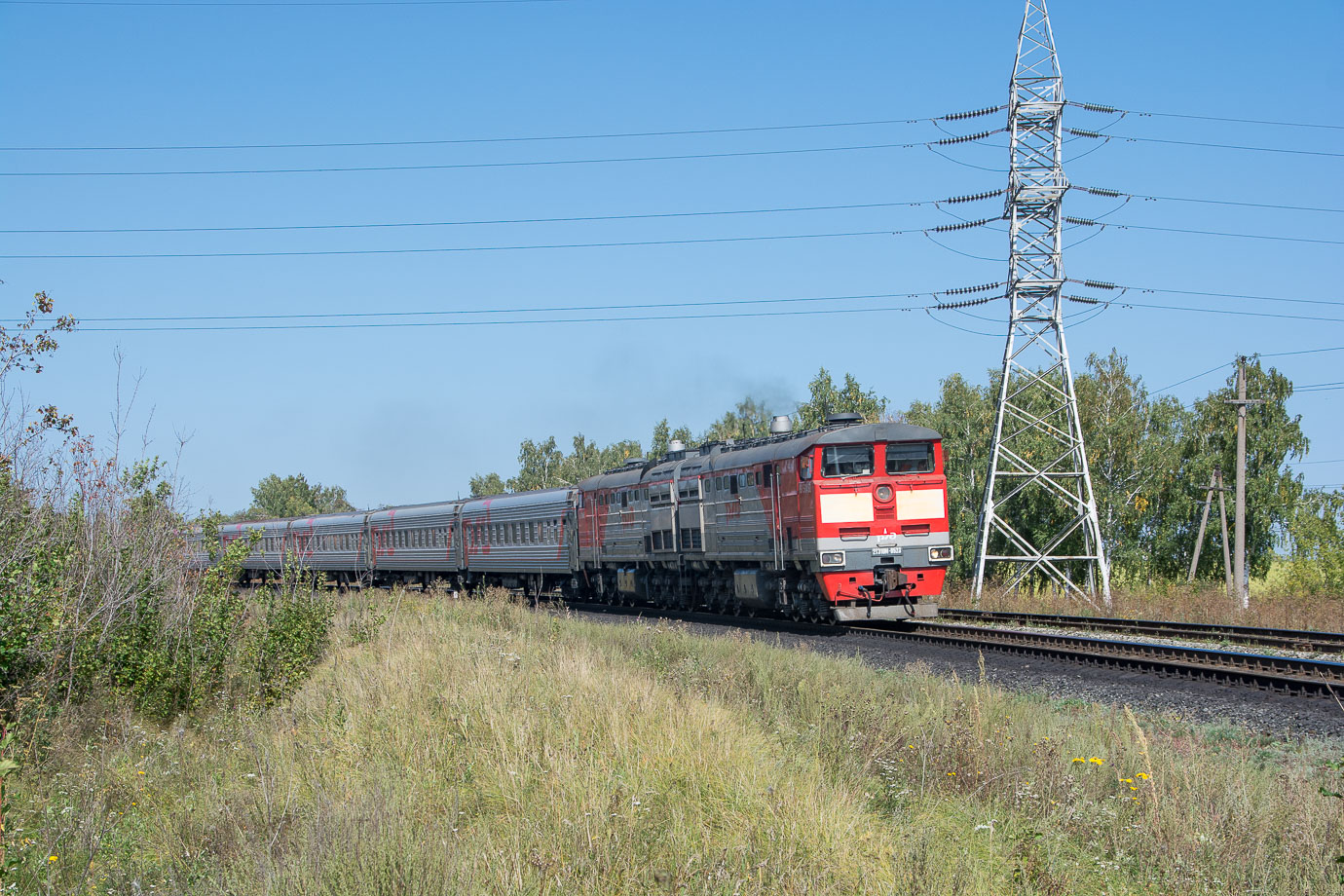
Поезд №581 Уфа-Оренбург на перегоне Аллугват-Салават
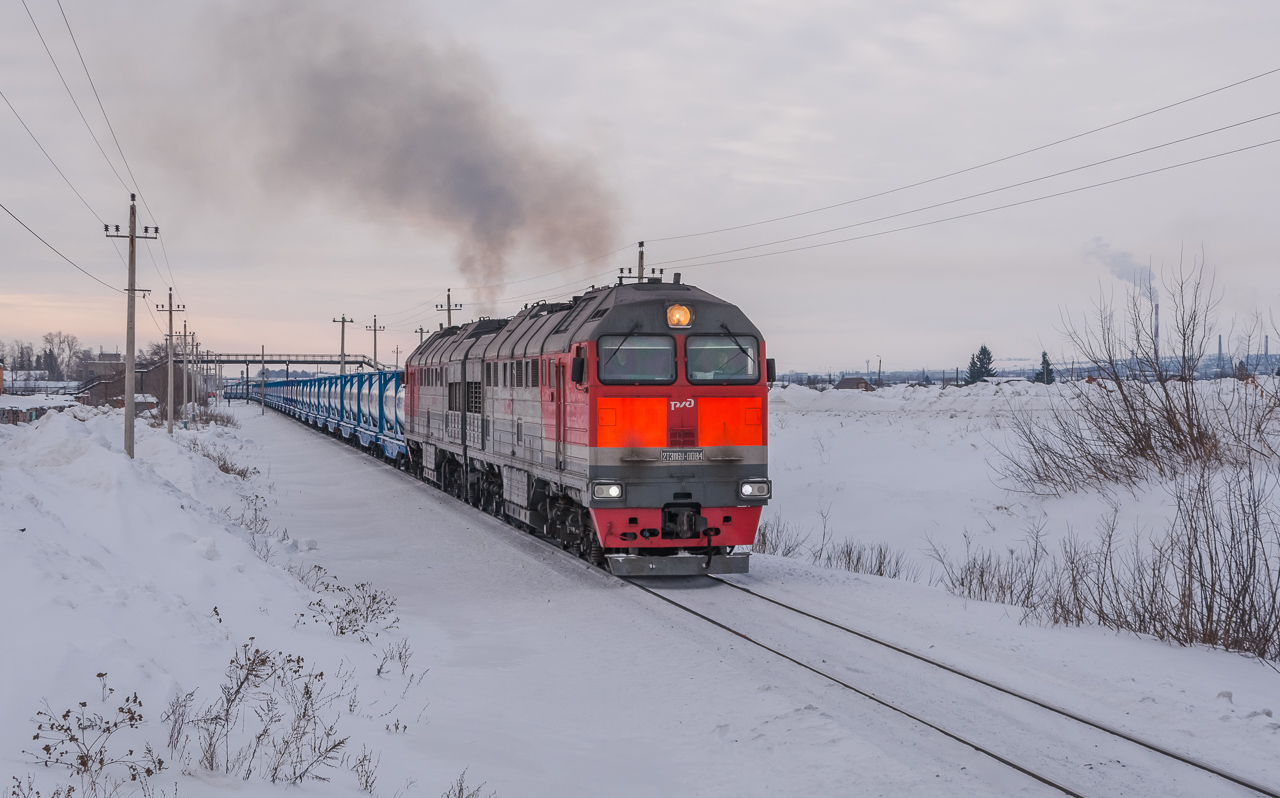
Первый ускоренный контейнерный с продукцией ООО "Газпром Нефтехим Салават" поезд из Салавата в Финляндию